# گونسالو سوارس
گونسالو سوارِس (اسپانیایی: Gonzalo Suárez‎) نویسنده، فیلم‌نامه‌نویس و کارگردان فیلم اهل اسپانیا است.
از فیلم‌هایی که وی در آن‌ها نقش داشته است، می‌توان به قایقرانی با باد و اُبیه‌دو اکسپرس اشاره نمود.
او در سال ۱۹۸۴ برندهٔ «جایزه هیئت داوران جوان» جشنواره کن و در سال ۱۹۸۸ برندهٔ جایزه بهترین کارگردان در جشنواره بین‌المللی فیلم سن سباستین شد.